# Eric Breininger
Eric Breininger alias Abdul Gaffar el-Almani (* 3. August 1987 in Neunkirchen (Saar); † vermutlich 30. April 2010 bei Mir Ali, Pakistan) war ein Deutscher mit islamischer Religionszugehörigkeit, der aufgrund terroristischer Aktivitäten vom Bundeskriminalamt gesucht wurde. Er hatte Kontakte zu Mitgliedern der Sauerland-Gruppe und hielt sich vermutlich seit 2008 in Afghanistan und Pakistan auf. Er soll Ende April 2010 im Alter von 22 Jahren bei Gefechten in der Nähe von Mir Ali im von Pakistan verwalteten Stammesgebiet ums Leben gekommen sein.

## Leben
Eric Breininger lebte nach der Scheidung seiner Eltern gemeinsam mit seiner älteren Schwester und seiner Mutter in Neunkirchen im Saarland. Zunächst besuchte er dort die Handelsschule und wollte Industriekaufmann werden. In seiner Freizeit spielte er in einem Fußballverein.
Später arbeitete Eric Breininger als Paketfahrer für ein Transportunternehmen, in dem er Anfang 2007 seinen pakistanischen Kollegen Anis P. kennenlernte. Dieser machte ihn mit einer radikalen Auslegung des Koran vertraut. Nach wenigen Monaten verließ Breininger die Handelsschule, konvertierte zum sunnitischen Islam und brach seine gesellschaftlichen Kontakte in Deutschland ab. Er hatte Streit mit seiner Familie und zog zusammen mit seinem Gesinnungsgenossen Daniel Schneider in eine Wohngemeinschaft in Saarbrücken-Dudweiler.
Daniel Schneider, der mit der Beschaffung von Material zum Bau von Sprengsätzen beschäftigt war, wurde im September 2007 mit seinen Komplizen Fritz Gelowicz und Adem Yılmaz in einem Ferienhaus im Sauerland unter Terrorverdacht verhaftet. Schon zuvor tauchte Eric Breininger ab und reiste zu Sprachstudien nach Kairo. Im November 2007 reiste er dann mit dem ebenfalls aus Deutschland stammenden Islamisten Houssain al-M. über Dubai nach Iran und von dort offenbar weiter nach Afghanistan. Im März 2008 hatte Breininger seiner Schwester per E-Mail mitgeteilt, er sei in den pakistanischen Bergen und wolle weiter nach Afghanistan.
Er kam in ein Trainingslager der Untergrundorganisation Islamische Dschihad-Union (IJU), die Kontakte zu den Taliban und zu al-Qaida hat.
Eine dschihadistische Terrorgruppe meldete in der Nacht zum 3. Mai 2010, dass der deutsche Islamist Eric Breininger am 30. April ums Leben gekommen ist. Nach seinem Tod verbreiteten Taliban seine unfertigen Memoiren Mein Weg nach Jannah im Internet als Propaganda.

## Aufenthalt in Afghanistan oder Pakistan
Nach Erkenntnissen des Bundeskriminalamts schleuste der iranische Geheimdienst den Saarländer 2007 in ein pakistanisches Terror-Camp. Demnach hatten iranische Agenten dem damals 20-Jährigen das notwendige Visum verschafft. Per Taxi war Breininger seinerzeit über die Stadt Bam zur pakistanischen Grenze gereist. Eric Breininger absolvierte eine Ausbildung mit Schusswaffen und Sprengstoff und tauchte im Frühjahr 2008 mehrfach in Propagandavideos der Terrorgruppe auf. Im Mai 2008 war er gemeinsam mit seinem Freund Houssain al-M., der ihm Fragen zu seinen Plänen stellte, in einer Videobotschaft zu sehen. Er trat unter dem islamischen Namen Abdul Gaffar el-Almani auf, rechtfertigte den Terrorismus der IJU als Selbstverteidigung des Islam gegen einen angeblichen Kreuzzug des Westens und kündigte seinen Einsatz als Selbstmordattentäter an.
Am 21. Oktober 2008 erklärte Eric Breininger in einem knapp sechsminütigen Video, er plane selbst keinen Anschlag gegen Deutschland.
Am 18. August 2009 war in den Medien erneut von einem Lebenszeichen Breiningers die Rede. Angeblich war in einschlägigen Foren eine kurze Botschaft an Gesinnungsgenossen zu lesen, in der er sich bei allen bedankte, die „die Mudschahidin unterstützten“. Der zu dieser Zeit vom BKA gesuchte und in Afghanistan vermutete Breininger sendete „Grüße aus Afghanistan“ und ein Foto, das ihn vor einem Laptop sitzend zeigte. Unklar war, ob die Botschaft tatsächlich von dem Deutschen selbst stammte. Sicherheitsbehörden vermuteten, dass Breininger inzwischen vor allem als Propaganda-Instrument seiner Gruppierung IJU diente, um weiter westliche Anhänger zu rekrutieren.
Zum 11. September 2009 tauchte ein von einer Organisation namens Elif Media gedrehtes Video einer türkisch dominierten Gruppe auf, in dem unter anderem Breininger zum „Heiligen Krieg“ und zu Spenden für seine Gruppe aufruft. Das anscheinend zu Beginn des Fastenmonats Ramadan gedrehte Video zeigt Breininger außerdem beim Schächten eines Schafs. In fast allen Szenen hält er ein Kalaschnikow-Gewehr in der Hand. Die Sprache des Videos wechselt zwischen Deutsch und Türkisch. Da in der Veröffentlichung, wie schon in der letzten aus dem August 2009, jeder Bezug zur IJU fehlt, gingen Analysten in deutschen Nachrichtendiensten zuletzt davon aus, dass Breininger sich nicht mehr bei der IJU aufhielt.